# Isabella Rizzi
Isabella Rizzi (Milano, 9 maggio 1958) è un'ex danzatrice su ghiaccio italiana.

## Biografia
Nata nel 1958 a Milano, a 17 anni ha partecipato ai Giochi olimpici di Innsbruck 1976 nella danza su ghiaccio, specialità del pattinaggio di figura alla prima apparizione olimpica, con Luigi Freroni come compagno, arrivando 14ª con 168,64 punti.
In carriera ha preso parte, sempre nella danza su ghiaccio, a 2 edizioni dei Mondiali (Göteborg 1976, 15ª e Tokyo 1977, 11ª con 174.08 punti) e 6 degli Europei (Zagabria 1974, 13ª, Copenaghen 1975, 14ª, Ginevra 1976, 14ª, Helsinki 1977, 9ª, Strasburgo 1978, 8ª e Zagabria 1979, 8ª). In tutte queste occasioni ha gareggiato insieme a Luigi Freroni.